# Верхний замок (Полоцк)
Верхний замок (бел. Полацкі Верхні замак) — несохранившийся замок (крепость) в городе Полоцке. С середины XI по XVIII вв. играл роль административного и культурного центра Полоцка.

## История
Древнерусский полоцкий детинец располагался на правом берегу реки Полоты, между рекой и её старицей, на месте Полоцкого городища существовавшего с IX века. В нём располагалась княжеская резиденция и была сосредоточена административная власть Полоцкого княжества. В X—XI город разрастается, вокруг детинца возникают новые «предградья». Одно из них располагалось на возвышенности площадью 10 га на правом берегу реки Двины в устье Полоты и имело укрепления. Позже оно получило название Верхний замок.
По распространённому мнению в X—XI веке административный центр (детинец) был перенесён в Верхний замок и с этого времени на территории замка располагался княжеский дворец. Однако Денис Владимирович Дук, на материале археологических исследований, оспаривает мнение о переносе княжеской резиденции, показывая что она располагалась на Полоцком городище вплоть до XIV века. При этом соглашаясь, что часть важных административных функций была перенесена в Верхний замок уже с XI в, а в начале XIV перешла к нему окончательно. По сведениям письменных источников, в конце XIII веке «Оу святое Софья» в Полоцком замке также находилась резиденция полоцких епископов. Тут было и помещение для всего состава духовных лиц при епископской кафедры («Крылос»). Во времена Великого княжества Литовского на территории Верхнего замка жили воеводы, здесь же размещались ряд полоцких монастырей (Троицкий вместе с Софией, Воскресенский Петра и Павла и др.). В 1499 году укрепления Полоцкого замка были уничтожены сильным пожаром, но позже их восстановили. В 1501 горожане укрепили Верхний замок, а так же посады — Великий посад и Заполотье, обнеся их рвами и валами.
Со строительством ратуши Верхний замок постепенно начинает терять функцию административного центра города и с этого времени происходит перераспределение акцентов в архитектурных и социальных доминантах городской структуры.

### Осады
С конца XV века Полоцк оказался втянут в череду пограничных войн между Русским государством и Великим княжеством Литовским и испытал несколько осад и разрушений. В 1563 году русские войска под предводительством Ивана IV Васильевича осадило город. В ходе осады и штурма был сожжён Нижний замок на территории Великого посада и разрушена часть стены Верхнего замка. После взятия город, на некоторое время, оказался под властью Русского государства, укрепления Верхнего замка были восстановлены,  а территория Нижнего замка обнесена острожной стеной и в ней расположился гарнизон стрельцов. В в ходе осады 1579 года войскам короля Стефана Батория удалось отвоевать Полоцк. К этому времени городские укрепления состояли из трёх замков — Высокого (Врехнего), Среднего и Стрелецкого (Нижнего), а также укрепленного посада Заполотья. 
В ходе Смоленской войны в 1633 году, отряд русских войск из Невеля и Великих Лук во главе с Григорием Радецким, предпринята попытка штурма на Полоцка. Нападавшим удалось захватить, разграбить и сжечь «Большой острог» (Нижний замок) и «за Полотою посады» (Заполотье), однако «Малый город» (Верхний замок) взять не удалось.

## Описание

### XI—XIII века
С трех сторон крепость была окружена реками, Двиной и Полотой, со стороны Великого посада были сооружены ров и деревянно-земляная стена. Крепость имела двое ворот, одни выходили к Большому посаду, вторые к Заполотью. На территории Верхнего замка располагались Софийский собор, княжеский терем и церковь. 

### XIV—XVII век
Описаний Полоцких укреплений XIV - XV веков не сохранились. Известно лишь название одной из башен Верхнего замка («Волковой») упоминаетой в документе XIV века.
Согласно описанию составленному Яном Кмитом и Мартином Подцевским «Полоцкой ревизии 1552 г.», Полоцкий замок имел рубленные стены, которые состояли из 204 городен и  9 башен. Две башни имели проезжие ворота: «Усцейская вежа» ведущая в Заполотье и «Восьмая вежа» ведущая в Великий посад. В одной из башен, «Михайловской веже», был устроен тайник ведущий к реке. 
Двор воеводы располагался в северо-западной части Верхнего замка (территория современной городской больницы). По ревизии 1552 двор воеводы, включавший шесть жилых зданий, пивницу (подвал) со складским помещением под ней, кухню и пекарню, конюшню, баню, королевскую клеть около замковых ворот. Дома на подклетях представляли собой двух-трехкамерные постройки. Шестой дом находился «в замковой стене» и, вероятно, являлся караульным помещением, откуда воевода мог наблюдать за передвижением армии.

## Археологические исследования
Территория Верхнего замка формировалась на протяжении значительного промежутка времени. Наиболее мощный культурный слой — до 5 м и более — сохранился на территории северо-восточной части Верхнего замка. Верхний замок являлся местом жительства городской знати до тех пор, пока эта территория окончательно не потеряла своей административной функции (XVII в.).
В северо-восточной части Верхнего замка археологами исследован самый мощный культурный слой, именно здесь располагалась плотная дворово-усадебная застройка. В восточной части Верхнего замка в XII—XIII вв. жили ремесленники. На северной и северо-западной части Верхнего замка мощность слоя не превышает в среднем 4-4,5 м аналогоичный по мощности культурный слой был обнаружен на территории, прилегающей к Верхнему замку вдоль вала Нижнего замка. Площадь Верхнего замка увеличилась в XIV—XVI вв. за счет «включения» части посадских территории на месте современных восточных корпусов городской больницы.
Самый древний вал на Верхнем замке датируется не ранее XI в. На его внешней стороне жили ремесленники, на внутренней — представители знати и духовенства.
По материалам исследований культурного слоя Верхнего замка Г. В. Штыховым было сделано заключение, что на территории восточной части Верхнего замка со второй половины XIII в. существовала устойчивая планировка в застройке. Вскрытые раскопками постройки входили в состав хозяйственных комплексов — погонных дворов, обнесенных забором. Территория дворов вытягивалась вглубь от улицы, так же располагались и постройки. Дворы принадлежали ремесленникам, в раскоп попали постройки ювелира и кожевника-сапожника. Подворье, как правило, было мощеное деревом, возле мостовой был проложен водоотводы (коллекторы).

### Комментарии
1. ↑  Подземный ход ведущей к колодцу или водоёму, использовавшийся во время осады для добычи воды.